# بوید هالبروک
رابرت بوید هالبروک (انگلیسی: Robert Boyd Holbrook؛ زادهٔ ۱ سپتامبر، ۱۹۸۱) یک هنرپیشه، و هنرمند اهل ایالات متحده آمریکا است.
از فیلم‌ها یا برنامه‌های تلویزیونی که وی در آن نقش داشته است می‌توان به ایفای نقش مأمور ویژه استیون مورفی در مجموعهٔ تلویزیونی نارکس، خانواده ریونیون و خانواده هتفیلد و مک‌کوی و دختر گم‌شده، میزبان، لوگان، دوقلوهای اسکلت، بوکسور مقوایی و ما می‌توانیم قهرمان باشیم اشاره کرد. او همچنین نقش شخصیت کورینتیان را در مجموعه تلویزیونی اینترنتی نتفلیکس تحت عنوان سندمن (۲۰۲۲) بازی می‌کند، که بر اساس مجموعه کمیکی به همین نام از انتشارات دی‌سی کامیکس و به قلم نیل گیمن نوشته شده‌است.